# Metro Station (album)
Albums de Metro Station
The Questions Ask at Night
Metro Station est le premier album du groupe californien Metro Station. L'album est sorti depuis le 18 septembre 2007.

## Liste des morceaux
1. Seventeen Forever → 2:54
2. Control → 3:20
3. Kelsey → 3:17
4. Shake It → 2:59
5. Wish We Were Older → 2:55
6. Now That We're Done → 3:28
7. True to Me →  2:52
8. Tell Me What to Do → 3:09
9. California → 2:42
10. Disco → 3:20
11. The Love That Left You to Die (Titre bonus au Royaume-Uni) → 3:08